# Шишківка (Корюківський район)
Ши́шківка — село в Україні, у Корюківській міській громаді Корюківського району Чернігівської області. Населення становить 432 особи. До 2020 орган місцевого самоврядування — Шишківська сільська рада, якій було підпорядковане село Рудня.

## Географія
Село розташоване на річці Слот, за 40 км від районного центру і залізничної станції Корюківка. Висота над рівнем моря — 132 м.

## Топоніміка
Втікаючи від панів, люди ховались в лісах і засновували поселення. Про людей з сучасної Шишківки говорили, що вони прийшли «по шишки», звідси і пішла назва села.

## Історія
Село вперше згадується у 1858 році.
Старожили говорять, що до села влився хутір Ласіївка, який заснували дуже бідні люди, які на 10 чоловік мали лише одну козу. Сільська громада продала велику ділянку лісу комерсантам за 30 000 карбованців, на які купила 300 десятин землі і лугу, але і це не вирішило проблеми з землею, тому багато селян почало емігрувати до Сибіру, на Далекий Схід та в США. Особливо велика хвиля еміграції відбулась у кінці ХІХ ст. У 1880 році в селі залишилось лише 85 дворів.
У 1950 році з ініціативи колгоспників було зроблено греблю на річці Слот, побудована ГЕС, водяний млин.
У Національній книзі пам'яті жертв Голодомору 1932—1933 років в Україні записано 19 мешканців села, які померли від голоду.
Під час Другої світової війни на фронті та у партизанському русі брали участь 249 мешканців села, 149 з яких загинули.
12 червня 2020 року, відповідно до розпорядження Кабінету Міністрів України № 730-р «Про визначення адміністративних центрів та затвердження територій територіальних громад Чернігівської області», увійшло до складу Корюківської міської громади.
19 липня 2020 року, в результаті адміністративно-територіальної реформи та ліквідації колишнього Корюківського району, село увійшло до складу новоутвореного Корюківського району.

## Демографія
За даними сайту Верховної Ради України в Шишківці станом на початок 2012 року мешкає 432 жителі.
| 1866 | 1897 | 1988 | 2012 |
| ---- | ---- | ---- | ---- |
| 688  | 850  | 541  | 432  |
| ▲    | ▲    | ▼    | ▼    |

## Історичні пам'ятки
На території Шишківки виявлено городище ранньозалізної доби (1 тис. до н. е.) два поселення епохи неоліту (5-2 тис. до н. е.).
У селі є джерело Бурило. Воно розміщене на окраїні села, фонтан з джерельною водою, насичений мінералами, піднімається на висоту до 1,5 м. На території села є озера: Їверське, Лебедине, а неподалік — урочище «Гулине». Воно розміщене на півночі району, на кордоні з Російською федерацією та відоме тим, що за часів Другої світової війни там перебували угрупування партизанів. У наш час там залишились місця з партизанськими окопами. Партизани входили до з'єднання, яким командував горезвісний Олексій Федоров.

## Відомі уродженці села
- Григорій Бордаков — учасник Другої Світової Війни, Герой Радянського Союзу.